# Josip Šokčević
El barón Josip Šokčević, en alemán: Joseph Freiherr von Sokcsevits (7 de marzo de 1811 – 16 de noviembre de 1896), fue un mariscal croata en el ejército austro-húngaro que sirvió como ban de Croacia y gobernador del Voivodato de Serbia y Banato de Tamis.

## Vida
Nació en la ciudad de Vinkovci en Eslavonia. Después estudiar en su ciudad natal fue a una academia militar en 1823 de donde se licenció con honores en 1830. Su carrera fue rápida, empezando con el rango de ensign y siendo promovido al rango de coronel en el verano de 1848. Mandó el 37.º regimiento de infantería de Leópolis, consistente principalmente de húngaros. Con el regimiento,  asedió y conquistó Venecia, acabando con la revolución italiana contra el Imperio austríaco.
Con 38 años obtuvo el rango de mayor-general, mientras que con 46 años fue nombrado mariscal. Entonces fue transferido de la frontera militar eslavona al Comando Militar Supremo en Graz. Cuándo el barón y ban croata Josip Jelačić enfermó, Josip Šokčević fue nombrado ban adjunto por el Emperador Francisco José I y enviado a Zagreb. Fue también el último comandante militar del Bánato con sede en Timișoara. En el año 1860 fue   creado barón y nombrado gobernador del Voivodato de Serbia y Banato de Tamiš.
En verano de 1860 el Emperador le nombró Ban de Croacia gracias a las referencias del Obispo de Bosnia y Syrmia, Josip Juraj Strossmayer. Eran años de grandes cambios en la política habsburgo. El emperador acabó con las prácticas del ministro Bach y prometió a algunas naciones libertad bajo gobierno austríaco, además de prosperidad.
Con el diploma de octubre imperial, Šokčević convocó la Conferencia del Banato que emitió una nueva ley electoral para Croacia y sugerencias para la reorganización de la Monarquía. Habsburgo. Las demandas croata eran iguales a las demandas de los pueblos de 1848, reclamando una Croacia unida y una monarquía federativa.
En este espíritu de democratización, los partidos políticos antiguos fueron restaurados. Sin embargo, el movimiento duró poco, porque el Emperador cambió su política en 1861 cuándo emitió su patente de febrero, y acabó con el poder del parlamento en el Imperio. Durante su mandato, Šokčević propuso el ferrocarril entre Vukovar, Zagreb y Rijeka y se creó la Academia Yugoslava de Ciencias y Artes. En 1864 organizó la primera exposición anual dálmata, eslavonia y croata, que luego se convertiría en un evento anual.
En el año 1866 Austria perdió su guerra con Prusia y fue expulsada de la unificación alemana. La monarquía pasó por un estado de crisis. Austríacos y húngaros sellaron un tratado político, conocido como compromiso austrohúngaro, que forzó a Croacia a lograr un compromiso propio con el Reino de Hungría. El ban Šokčević se sintió engañado por los austríacos y dimitió el 27 de junio de 1867. Se retiraó de sus deberes militares y de la vida política de Croacia. Se trasladó a Graz y luego a Viena, donde murió alejado de la vida pública.
En 2002 sus restos terrenales fueron transferidos a ciudad natal de Vinkovci y enterrados en la capilla de Santa Magdalena, construido a la petición de su madre Isabel.